# Vicus Portae Naeviae
Il Vicus Portae Naeviae (vico di Porta Nevia) era una strada dell'antica Roma che collegava il Vicus Piscinae Publicae con la Porta Naevia delle Mura Serviane, da cui prendeva il nome, e poi proseguiva, probabilmente, fino alla Porta Ardeatina delle Mura Aureliane, sul piccolo Aventino.
È citato nella Base Capitolina come vicus Portae Naeviae.

## Descrizione
Il vico doveva correre dapprima in direzione sud e poi piegare verso sud-est, restando sul piccolo Aventino.
Il punto dove il vico doveva incrociare le Mura Serviane è sul pendio orientale del piccolo Aventino, poco a sud della basilica di Santa Balbina.